# Singly na prvním místě v roce 1998 (USA)
Jedničky hitparády Hot 100 za rok 1998 podle časopisu Billboard (časopis).
| Datum hodnocení | Píseň                                                              | Umělec                   |
| 3. ledna        | Something About the Way You Look Tonight / Candle In The Wind 1997 | Elton John               |
| 10. ledna       | Something About the Way You Look Tonight / Candle In The Wind 1997 | Elton John               |
| 17. ledna       | Truly Madly Deeply                                                 | Savage Garden            |
| 24. ledna       | Truly Madly Deeply                                                 | Savage Garden            |
| 31. ledna       | Together Again                                                     | Janet Jacksonová         |
| 7. února        | Together Again                                                     | Janet Jacksonová         |
| 14. února       | Nice and Slow                                                      | Usher                    |
| 21. února       | Nice and Slow                                                      | Usher                    |
| 28. února       | My Heart Will Go On                                                | Celine Dion              |
| 7. března       | My Heart Will Go On                                                | Celine Dion              |
| 14. března      | Gettin' Jiggy Wit It                                               | Will Smith               |
| 21. března      | Gettin' Jiggy Wit It                                               | Will Smith               |
| 28. března      | Gettin' Jiggy Wit It                                               | Will Smith               |
| 4. dubna        | All My Life                                                        | K-Ci and JoJo            |
| 11. dubna       | All My Life                                                        | K-Ci and JoJo            |
| 18. dubna       | All My Life                                                        | K-Ci and JoJo            |
| 25. dubna       | Too Close                                                          | Next                     |
| 2. května       | Too Close                                                          | Next                     |
| 9. května       | Too Close                                                          | Next                     |
| 16. května      | Too Close                                                          | Next                     |
| 23. května      | My All                                                             | Mariah Carey             |
| 30. května      | Too Close                                                          | Next                     |
| 6. června       | The Boy Is Mine                                                    | Brandy a Monica          |
| 13. června      | The Boy Is Mine                                                    | Brandy a Monica          |
| 20. června      | The Boy Is Mine                                                    | Brandy a Monica          |
| 27. června      | The Boy Is Mine                                                    | Brandy a Monica          |
| 4. července     | The Boy Is Mine                                                    | Brandy a Monica          |
| 11. července    | The Boy Is Mine                                                    | Brandy a Monica          |
| 18. července    | The Boy Is Mine                                                    | Brandy a Monica          |
| 25. července    | The Boy Is Mine                                                    | Brandy a Monica          |
| 1. srpna        | The Boy Is Mine                                                    | Brandy a Monica          |
| 8. srpna        | The Boy Is Mine                                                    | Brandy a Monica          |
| 15. srpna       | The Boy Is Mine                                                    | Brandy a Monica          |
| 22. srpna       | The Boy Is Mine                                                    | Brandy a Monica          |
| 29. srpna       | The Boy Is Mine                                                    | Brandy a Monica          |
| 5. září         | I Don't Want to Miss a Thing                                       | Aerosmith                |
| 12. září        | I Don't Want to Miss a Thing                                       | Aerosmith                |
| 19. září        | I Don't Want to Miss a Thing                                       | Aerosmith                |
| 26. září        | I Don't Want to Miss a Thing                                       | Aerosmith                |
| 3. října        | The First Night                                                    | Monica                   |
| 10. října       | The First Night                                                    | Monica                   |
| 17. října       | One Week                                                           | Barenaked Ladies         |
| 24. října       | The First Night                                                    | Monica                   |
| 31. října       | The First Night                                                    | Monica                   |
| 7. listopadu    | The First Night                                                    | Monica                   |
| 14. listopadu   | Doo Wop (That Thing)                                               | Lauryn Hill              |
| 21. listopadu   | Doo Wop (That Thing)                                               | Lauryn Hill              |
| 28. listopadu   | Lately                                                             | Divine                   |
| 5. prosince     | I'm Your Angel                                                     | R. Kelly and Celine Dion |
| 12. prosince    | I'm Your Angel                                                     | R. Kelly and Celine Dion |
| 19. prosince    | I'm Your Angel                                                     | R. Kelly and Celine Dion |
| 26. prosince    | I'm Your Angel                                                     | R. Kelly and Celine Dion |